# سادوویه (آستراخان)
سادوویه (به لاتین: Sadovoye) یک منطقهٔ مسکونی در روسیه است که در استان آستراخان واقع شده‌است.